# Радиологические последствия пожаров в Чернобыльской зоне отчуждения
Пожары в Чернобыльской зоне отчуждения (ЧЗО) наряду с радиологической опасностью имеют большое социально-психологическое воздействие на население во всем мире.

## Хронология
За 35 лет после Чернобыльской аварии в ЧЗО было официально зафиксировано более 1500 природных пожаров разного вида, тяжести и масштабов, в том числе в наиболее радиоактивно загрязненной, так называемой «10-км ближней зоне» аварии. Самые крупномасштабные пожары в ЧЗО произошли в августе 1992 года на общей площади 17 тыс. га, в 2015 году на 25 тыс. га, а также в 2016 и 2018 годах на наиболее радиоактивно загрязнённых в ЧЗО участках «Рыжего леса» в 2-5-км около Чернобыльской АЭС. Крупнейший за всю пост чернобыльскую историю пожар луговой растительности и леса был в апреле 2020 года на площади около 870 км2, что составляет треть украинской части ЧЗО. Этот пожар вплотную подошел к ЧАЭС, а также затронул сгоревшие ранее в 2016 и 2018 годах наиболее радиоактивно загрязнённые в ЧЗО территории «Рыжего леса» и пунктов временной локализации радиоактивных отходов. Пожары на радиоактивно загрязненных территориях приводят к увеличению концентрации радионуклидов в воздухе в десятки и сотни раз.

## Радиологическая опасность пожаров за пределами ЧЗО
Пожары в ЧЗО не оказывали значимой радиологической опасности для человека и окружающей среды за ее пределами. За время наблюдений максимальная объемная удельная активность 137Cs в приземном слое воздуха в Киеве во время пожаров в ЧЗО была равна 0.7 мБк м−3 (10–11.04.2020) и около Украинских АЭС:
- во время направления ветра на запад:

1. Ровенская АЭС (51.324256°, 25.895626°) - 0.06 мБк м−3  (06–07.04.2020);
2. Хмельницкая АЭС (50.302543°, 26.647829°) - мБк м−3  (06–07.04.2020):

- во время направления ветра на юг:

1. Южно-Украинская АЭС (47.812089°, 31.218571°) - 0.09 мБк м−3  (09–17.04.2020);
2. Запорожская АЭС (47.510933°, 34.586156°) - 0.03 мБк м−3  (13–22.04.2020);

Эффективная доза облучения взрослых и детей в Киеве из-за пожаров в ЧЗО в апреле 2020 года оценивалась в 30 и 80 нЗв, соответственно. Это около 0.01% годового дозового лимита в Украине от чернобыльских радионуклидов (1 мЗв/год) и эквивалентно облучению в течение менее 1 часа от естественных источников радиации на Земле.  Обусловленное пожарами в ЧЗО дополнительное вторичное загрязнение 137Cs территории Киева было менее 2 Бк м−2, что на 3 порядка величины меньше дочернобыльского уровня глобального загрязнения территории Украины после испытаний ядерного оружия в атмосфере.
Объемная удельная активность 137Cs в приземном слое воздуха за пределами Украины в Греции не превышала 0.03 мБк м−3 и 0.003 мБк м−3 во Франции. Активность других чернобыльских радионуклидов (90Sr, 238-241Pu, 241Am) за пределами ЧЗО была ниже минимально детектируемого уровня. Дополнительная эффективная доза внешнего и внутреннего облучения населения во Франции от радионуклидов чернобыльских пожаров в ЧЗО в апреле 2020 года не превышала 0.08 нЗв (при плотности выпадений 137Cs 0.006 Бк/м2) и 0.002 нЗв, соответственно, что в 100 тысяч и миллион раз меньше по сравнению с дозами от глобального после испытаний ядерного оружия в атмосфере и чернобыльского 137Cs, присутствующих в почвах Франции до пожаров в ЧЗО.

## Радиологическая опасность пожаров для участников пожаротушения в ЧЗО
Наибольшие дозы облучения получают пожарные при тушении пожаров на наиболее радиоактивно загрязненных участках ЧЗО около ЧАЭС. При этом наибольший вклад во внутреннюю дозу облучения пожарных дает ингаляция радиоактивных аэрозолей, содержащих 90Sr, 238-241Pu and 241Am. Вклад 137Cs в формирование внутренней ингаляционной дозы не превышает единиц процента. Пожары не оказывают влияния на изменение мощности внешней дозы облучения, обусловленной, в основном, загрязнением 137Cs окружающей среды.
Результаты ДП «Экоцентр» Национального агентства Украины по управлению зоной отчуждения измерений максимальных концентрации радионуклидов в приземном слое воздуха непосредственно около фронта огня в зоне дыхания пожарных при проведении работ на наиболее радиоактивно загрязненных участках в ЧЗО показали (таблица), что ожидаемая внутренняя эффективная доза облучения участников пожаротушения за счет ингаляции радионуклидов, таких как 90Sr, 137Cs, 238-241Pu and 241Am, даже без применения средств индивидуальной защиты (СИЗ) органов дыхания, в течение рабочего дня (7.6 мкЗв) значительно меньше  доз внешнего облучения за 8 часов работы – 120 мкЗв.
Таблица - Максимальные удельные активности радионуклидов в воздухе при пожарах в ЧЗО и консервативные оценки ожидаемой дозы облучения участников пожаротушения в результате тяжелой работы в районе ЧАЭС (ВРП-750 51.385491N, 30.087743E) в течение 8 часов 13.04.2020.
|                                                              | Радионуклид |       |           |         |        |        |
| 137Cs                                                        | 90Sr        | 238Pu | 239+240Pu | 241Pu   | 241Am  |        |
| Объемная активность радионуклидов в воздухе, Бк/м3           | 0.18        | 1.2   | 0.00009   | 0.00026 | 0.0036 | 0.0035 |
| Ожидаемая доза внутреннего облучения за счет ингаляции, мкЗв | 0.03        | 4.32  | 0.09      | 0.27    | 0.07   | 2.9    |

Доза внешнего облучения участников пожаротушения может быть уменьшена за счет минимизации времени пребывания на территории с высокой плотностью загрязнения 137Cs и экранирования гамма-излучения материалом кабин машин (до 10 раз) при использовании технических средств (автомобилей, тракторов и т.п.), а также за счет поглощения гамма-излучения в воздухе при применении непрямых методов и авиации для тушения лесных пожаров. Доза внутреннего облучения участников пожаротушения может быть уменьшена в десятки и сотни раз за счет использования СИЗ органов дыхания. Общегигиенические нормативы требуют применения СИЗ во время тушения пожаров независимо от уровней радионуклидного загрязнения территории.